# Elfriede Steurer
Elfriede Steurer (verheiratete Reichert; * 9. Dezember 1924; † 6. Dezember 2021) ist eine ehemalige österreichische Hürdenläuferin und Sprinterin. Sie wurde in Wien am Zentralfriedhof beigesetzt.
Bei den Olympischen Spielen 1948 in London erreichte sie über 80 Meter Hürden das Halbfinale und wurde Sechste in der 4-mal-100-Meter-Staffel.
1950 scheiterte sie bei den Europameisterschaften in Brüssel über 80 Meter Hürden im Vorlauf. Auch bei den Olympischen Spielen 1952 in Helsinki kam sie über 100 Meter und über 80 Meter Hürden nicht über die erste Runde hinaus. 1954 erreichte sie bei den Europameisterschaften in Bern über 80 Meter Hürden das Halbfinale und schied in der 4-mal-100-Meter-Staffel im Vorlauf aus.
Sechsmal wurde sie österreichische Meisterin über 80 Meter Hürden (1943, 1946–1948, 1950, 1953, 1954), zweimal über 100 Meter (1948, 1952) und einmal über 200 Meter (1954).

## Persönliche Bestzeiten
- 100 m: 12,1 s, 1954
- 80 m Hürden: 11,4 s, 23. Juli 1952, Helsinki